# Vitesse à la bouche
La vitesse initiale est la vitesse à laquelle un projectile sort d'une arme. La vitesse à la bouche est celle à laquelle il sort de la « bouche » du canon d'une arme, qui est son extrémité la plus proche de la cible. Elles sont souvent notées « V0 ».

## Terminologie
Vitesse initiale et vitesse à la bouche sont deux concepts qui caractérisent un projectile non autopropulsé, par exemple une balle ou un obus tirés grâce à une charge propulsive telle que la poudre à canon.  Ces vitesses n'ont guère d'intérêt pour les projectiles propulsés, tels roquette, missile ou torpille.
Ces deux termes sont utilisables pour des armes à feu équipées de canons, mais seule l'expression vitesse initiale peut être utilisée pour les autres types, par exemple pour les armes de jet.
Sauf mention explicite contraire, il ne sera ici question que d'un projectile non autopropulsé, aux caractéristiques adaptées (donc pas absurdement léger, lourd, peu résistant...), tiré sur la Terre grâce à une charge propulsive et hors d'une intervention tierce modifiant sa trajectoire.

## Description
Une vitesse initiale est exprimée en mètres par seconde généralement pour un couple arme - munition donné, par exemple « Walther P38 chambré en 9 × 19 mm Parabellum », ou bien pour un type de munition donné, auquel cas elle correspond à une longueur de canon définie.
Lorsque tout fonctionne selon les principes sous-jacents pertinents, la vitesse initiale d'un projectile est sa vitesse maximale.
Elle est principalement déterminée par :
les caractéristiques physiques des gaz produits par la chargeen particulier leurs pression et vitesse, qui dépendent surtout de la quantité et de la qualité de la charge (composition chimique, granulométrie, disposition, humidité...) et, dans une moindre mesure, de la température (de la munition, du canon...) ;
la masse du projectilealourdir le projectile réduit la vitesse initiale ;
la longueur du canonallonger le canon augmente la vitesse initiale si la pression des gaz n'y diminue pas avant la sortie du projectile ;
les frottements dans le canoncertains types de rayures les augmentent.
Modifier une caractéristique de la charge, par exemple afin d'augmenter la vitesse initiale, expose à une usure prématurée de l'arme et peut réduire la précision du tir (en rendant le recul plus difficile à gérer), voire être dangereux si cela provoque une détonation. Cela joue dans toutes les dimensions et, par exemple, réduire la quantité de charge ou modifier son mode de tassement peut causer une dangereuse surpression ou détonation.
Une vitesse de déflagration moindre ménage l'arme en réduisant la pression et par conséquent la contrainte, mais aussi la vitesse initiale.
Le concepteur avisé d'une munition ou d'une arme tente d'établir une harmonie entre les objectifs poursuivis et l'ensemble des contraintes décrites. Le rapport longueur / calibre d'une pièce d'artillerie de gros calibre, par exemple, atteint 50:1 afin que la vitesse initiale soit élevée tout en réduisant la pression maximale, donc l'arme accélère l'obus durablement plutôt que brutalement. Cela réduit la fréquence du changement de canon (tube), moins rapidement usé par des obus plus lents lors de la prise de rayure.
Sitôt le projectile hors du canon, l'étude de sa trajectoire relève de la balistique extérieure, pour laquelle la vitesse initiale est un paramètre déterminant. Durant son vol, sa vitesse décroît surtout en raison de la résistance de l'air, cause de l'une des traînées.
L'énergie à la bouche dépend surtout de la vitesse initiale.

## Mesure

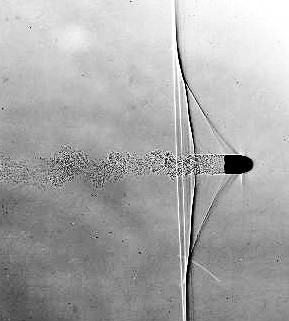
Onde de choc suivant, à l'extérieur de l'arme, une balle supersonique.

La vitesse initiale était autrefois mesurée grâce à divers appareils mécaniques.
Le chronographe balistique est à présent l'appareil de mesure communément employé.
Un type de radar spécifique appelé de mesure balistique, beaucoup plus coûteux, est plus précis et offre un plus large spectre d'application.

### Vitesses initiales mesurées
Les plus faibles vitesses initiales de projectiles courants relèvent du domaine subsonique (moins de 340 m/s environ), par exemple dans le cas de certains pistolets dits « à air comprimé » ou d'une munition destinée à une arme équipée d'un silencieux.
La vitesse initiale de la plupart des types contemporains communs de balles d'armes de poing est comprise entre 250 et 500 m/s. Dans le cas des fusils, elle est comprise entre 600 et 1 300 m/s.
La vitesse initiale est un facteur d'efficacité déterminant dans le cas d'une arme à tir direct, surtout si ses effets reposent sur l'énergie cinétique. C'est pourquoi les plus élevées, environ 1 800 m/s, sont celles des pénétrateurs à énergie cinétique. Elles sont proches de la vitesse initiale limite théorique d'un projectile tiré grâce à une charge propulsive classique, surtout constituée de nitrates, déterminée par les lois de la physique régissant la détente gazeuse.
D'autres types d'armes, en particulier des canons électriques ou magnétiques développés depuis la fin du XIXe siècle et encore expérimentaux, pourraient atteindre 20 km/s.

## Cas des types d'armes sans charge propulsive
Certains types d'armes à projectile non autopropulsé n'employant pas de charge propulsive, en particulier un canon électromagnétique, offrent moyen de s'affranchir de la limitation de vitesse initiale imposée par les lois régissant la détente gazeuse. De surcroît, l'accélération qu'ils imposent au projectile ne décroît pas nécessairement durant la phase de balistique intérieure.